# Cantonul Montsauche-les-Settons
Cantonul Montsauche-les-Settons este un canton din arondismentul Château-Chinon (Ville), departamentul Nièvre, regiunea Burgundia, Franța.

## Comune
| Comune                 | Populație (1999) | Cod poștal | Cod INSEE |
| ---------------------- | ---------------- | ---------- | --------- |
| Alligny-en-Morvan      | 639              | 58230      | 58003     |
| Chaumard               | 227              | 58120      | 58068     |
| Gien-sur-Cure          | 111              | 58230      | 58125     |
| Gouloux                | 209              | 58230      | 58129     |
| Montsauche-les-Settons | 559              | 58230      | 58180     |
| Moux-en-Morvan         | 629              | 58230      | 58185     |
| Ouroux-en-Morvan       | 666              | 58230      | 58205     |
| Planchez               | 362              | 58230      | 58210     |
| Saint-Agnan            | 159              | 58230      | 58226     |
| Saint-Brisson          | 277              | 58230      | 58235     |